# Феминнале
Феминнале — первая феминистская выставка, посвящённая погибшим кыргызстанкам в Москве при пожаре в 2016 году. Проводилась с 27 ноября по 16 декабря 2019 года в Кыргызском национальном музее изобразительных искусств им. Гапара Айтиева в Бишкеке. Тема выставки: «Кормилицы. Экономическая свобода. Женщины». На ней представлены экспозиции 56-ти художниц из 22 стран мира. Слово «феминнале» было придуманно организаторами путём объединения двух терминов — «биеннале» (художественная выставка или фестиваль) и «феминизм» (движение, борющееся за права женщин). 
Об этом рассказали сами организаторы, среди которых кыргызстанская писательница Алтын Капалова и директор музея Мира Джангарачева. Алтын Капалова рассказывает, что испытала особый трепет, когда изучала имена тех, кто перевёл деньги, поскольку среди них были простые домохозяйки, медсестры и т. д. С помощью краундфандинга удалось собрать несколько сот тысяч сомов. На эти деньги смогли организовать перелёт художников, а также создать необходимые условия для выставки. По замыслу организаторов выставка должна была стать очередным шагом в борьбе за права уроженок Востока. Целью являлось привлечение внимания к тому, что женский пол здесь используют для плотских утех, чёрной работы в быту и мало кто интересуется ими, как личностями, и тем более обращает внимание на желания и мечты женщин. Изначально экспозиция была посвящена памяти 17 погибших девушек из Кыргызстана при пожаре в московской типографии в августе 2016 года. Утверждается, что они были бы живы, если бы их права не ущемлялись на родине. Исходя из этого, выставка должна была продлиться 17 дней, что помогло бы привлечь внимание к проблемам насилия и гендерного неравенства.

## Экспонаты
Помимо работ художниц, на выставке также представляются перформансы, соответствующие этой теме. Экспонат в память о 17 девушках представлен в виде закрытой, чёрной кабинки, откуда доносятся разговоры, затем крик и плач женщин, напоминающие действия женщин во время пожара. На полу разбросаны обугленные бумаги и коробки, и всё это сопровождается звуковыми эффектами пожара, криками и запахом гари. Данный экспонат напоминает людям о том, что спустя три года в социальном и политическом плане ничего не изменилось для улучшения положения мигрантов. «Это тёмная комната, в которой явственно ощущается запах гари. Чуть видны очертания обугленных коробок и рулонов полиэтилена. Света мало, мигает красная лампа. В момент когда ты перестаёшь понимать, что происходит и где ты находишься, откуда-то сверху звучит женский голос. Девушка рассказывает, как ей было страшно в этот момент. Голос сменяется другим. Потом ещё одним… И ещё… А потом голоса сливаются в крик ужаса, от которого из комнаты хочется не просто выйти, а выбежать». «„17“ можно назвать эмоциональным центром экспозиции. Это своеобразный кенотаф: инсталляция условно воссоздаёт обстановку той самой типографии, где в 2016 году погибли 17 женщин, 14 из которых были мигрантками из Киргизии. Пространство пересекают деревянные балки, на полу валяются обгорелые предметы, на экране сияют всполохи красного сигнала тревоги. Главный элемент инсталляции — непринуждённые разговоры сменяющиеся криками ужаса». Несмотря на ограниченность средств, в рамках арт-проекта было представлено множество самых разных объектов искусства — от художественных изображений работниц до обнажённого перформанса о защищённости прав секс-работниц в исполнении датской художницы Джули Савери. Все эти работы отражали положение женщин в мире. Главными темами являлись: домашнее насилие, абьюзивные отношения, невыносимые условия труда и психологическое здоровье женщин.
Работа «„Лёгкая“ промышленность», художниц Нэлли Джаманбаевой и Мариэль Джаманбаевой, выполнена из остатков материалов швейного цеха «Браво» (Бишкек) и обращает внимание на роль женского труда в экономике страны. Сейчас репрезентация женского труда в публичном поле кардинально изменилась. Женщина больше не строит утопическое общество: её тело по-прежнему выполняет тяжёлую работу, но изображается выхолощенным и стройным, будто она никогда не стояла у станка. Традиционно женский труд не считается достойным уважения и часто даже не воспринимается как труд, хотя положение женщин, занятых в швейном производстве, остаётся тяжёлым. «Голова в эмоциональном развитии» выполнена в формате книги. Задействуя жанры коллажа, графики, абстрактной живописи и минималистичной поэзии, проект повествует о женском опыте обретения субъектности. По сути, автор продолжают линию мысли, предложенную Симоной де Бовуар и частично развитую Бетти Фридан. Первая книга, «Нет головы» — нет боли, рассказывает об оправдании ожиданий патриархата. Картинки обнажённых безголовых женщин показывают тему отказа от личности. Во второй книге — «Спасение лица» — женщины сталкиваются с вытесняемой частью своей внутренней «я». Лицо, которое они спасают, — это их индивидуальность, скрытая за образом «идеальной» женщины, удобной для общества. Третья книга — «Тело работы» — посвящена эмоциональной эволюции женщины. Пережив сексуальное и экономическое насилие, она стремится к независимости и самореализации и становится субъектом общественной системы, способным влиять на неё и преодолевать трудности.

## Реакция и критика
Мероприятие привлекло внимание общественности из-за разразившегося скандала с обнажённой моделью. Чиновники запретили эти работы без объяснения причин в первую же неделю Феминнале. Все возбудились из-за «обнажёнки» европейской художницы, как только кадры с выставки стали распространяться в Интернете. Социальные сети сразу раскололись на два лагеря — традиционалистов, требовавших остановить этот «стыд и срам» и феминисток, получивших повод обрушиться на мужчин и закостеневшее в прошлом общество. Противостояние дошло до угроз небезызвестной ультра-патриотической организации Кырк чоро, чьи члены которые грозились прийти и разгромить весь вернисаж. «В Министерстве культуры, информации и туризма КР решили не оставаться в стороне и высказали критику, закончившуюся отставкой директора музея Миры Джангарачевой. Сама Мира Кемеловна заявила, что уходит с должности лишь по соображениям безопасности своих сотрудников и авторов работ, но уж никак не по требованию национал-патриотов. В её поддержку также выступила экс-президент переходного периода Роза Отунбаева и ряд других политиков».
Министр культуры, информации и туризма Азамат Жаманкулов назвал феминнале провокационной. Он считает, что в мире часто проходят провокационные акции, прикрываясь «поддержкой феминисток». Активистов возмутил перформанс о тяжёлой участи молодых женщин — девушка, моющая в тазу бараньи потроха или обнажившиеся женщины. В Бишкеке прошла акция «Белгилуу маршрут. Укуктан биринчи улут турат» (Известный маршрут. Нация выше прав), которую поддержал министр культуры Азамат Жаманкулов, утверждая, что кыргызы должны объединиться и защищать «национальные ценности». Около десяти женщин, выступающих против выставки Феминнале, проехались в национальных костюмах по городу, обсуждая подрастающее поколение и нравственный облик современного народа. В итоге часть работ была перенесена и директриса музея Мира Джангарачева написала заявление об увольнении. В музее назначили новую директрису — Айгуль Мамбетказиеву, ранее занимавшая должность главной хранительницы. Новое руководство потребовало снять с фасада музея баннер Феминнале до официального завершения экспозиции, что и было сделано.